# 上海大屯煤電
大屯煤电（集团）有限责任公司，中煤能源集團旗下公司，是在1970年成立，主要業務生產集煤炭、电力、铝业、铁路运输、机械制修、建筑安装、汽车运输以及后勤服务等企業。現任董事長义宝厚。
其主要資產地區包括安姚桥煤矿、孔庄煤矿、徐庄煤矿、龙东煤矿、发电厂、铝业公司、四方铝业、铁路管理处、洗煤厂、拓特厂、建安公司、汽运分公司、实业公司、物业分公司、中心医院、技工学校。
旗下把優質核心煤礦資產注入上市公司內，也就是旗下成立上海大屯能源股份有限公司，在2001年於上海證券交易所上市。
2006年，经中华人民共和国国务院批准，被中煤能源集團收購